# 街头滑板联盟
街头联盟滑板是一項國際性的滑板活动賽事。該賽事成立於2010年。該賽事成立的第一年，該賽事就在美國亚利桑那州格蘭岱爾、加利福尼亚州安大略、内华达州拉斯维加斯等地舉行。